# Mathías Rodríguez
Mathías Rodríguez, vollständiger Name Mathías Fernando Rodríguez Laites, (* 20. Juni 1997 in Rosario oder Montevideo) ist ein uruguayischer Fußballspieler.

## Karriere

### Verein
Der 1,71 Meter große Defensivakteur Rodríguez spielte von 2010 bis 2012 für die Nachwuchsmannschaften von Defensor Sporting. Von 2012 bis 2015 war er für die Nachwuchsteams des Club Atlético Peñarol aktiv. Mitte August 2015 wechselte er auf Leihbasis zu Real Madrid. Dort absolvierte er für die A-Jugend in der Saison 2015/16 vier Partien (kein Tor) in der UEFA Youth League. Anfang Juli 2016 kehrte er zu Peñarol zurück. Dort debütierte er schließlich am 3. September 2016 in der Primera División, als er von Trainer Jorge Da Silva am 2. Spieltag der Spielzeit 2016 beim 2:0-Heimsieg gegen Centro Atlético Fénix in die Startelf beordert wurde. Während der Saison 2016 kam er elfmal (kein Tor) in der Liga zum Einsatz. Nachdem er in der Saison 2017 bis zum Abschluss des Torneo Intermedio keine weiteren Erstligaeinsätze mehr erhalten hatte, wurde er Mitte Juli 2017 innerhalb der Liga an Plaza Colonia ausgeliehen.

### Nationalmannschaft
Rodríguez absolvierte 2015 vier Länderspiele für die U-18-Auswahl Uruguays. Er gehörte zudem bereits 2016 einer Vorauswahl der uruguayischen U-20-Nationalmannschaft an.